# Seleção da República Democrática do Congo de Voleibol Feminino
A seleção da república democrática do congo de voleibol feminino é uma equipe do continente africano, composta pelas melhores jogadoras de voleibol do República Democrática do Congo. É mantida pela Federação de Voleibol da República Democrática do Congo. Encontra-se na 85ª posição do ranking mundial da FIVB segundo dados de outubro de 2018.

## Títulos e resultados
- Jogos Africanos da Juventudeː2018